# Saint-Agnant
Saint-Agnant è un comune francese di 2 512 abitanti situato nel dipartimento della Charente Marittima nella regione della Nuova Aquitania.

## Società

### Evoluzione demografica
Abitanti censiti